# Laurent Yapi
Laurent Yapi, né le 24 septembre 1937 à Memni, dans l'Afrique occidentale française et mort le 17 août 1980, est un prélat catholique ivoirien et évêque du diocèse Abengourou de 1979 à 1980.

## Biographie
Laurent Yaki naît en 1937 à Memni. Il fait son école primaire à la mission catholique avec les prêtres missionnaires. Laurent Yapi est ordonné prêtre pour l'archidiocèse d'Abidjan, le 21 décembre 1963. Le 21 septembre 1970, le pape Paul VI le nomme l'évêque titulaire de Capse (de) et évêque auxiliaire à Abidjan. Il est ordonné par l'archevêque d'Abidjan, Bernard Yago, qui lui donne l'ordination épiscopale le 25 octobre de la même année en l'église Notre-Dame de Treichville ; les co-consécrateurs étaient l'évêque de Man, Bernard Agré, et l'évêque de Katiola, Emile Durrheimer.
Le pape Jean-Paul II le nomme évêque d'Abengourou le 12 janvier 1979. Il meurt le 17 août 1980.